# Левицький Андрій Олегович

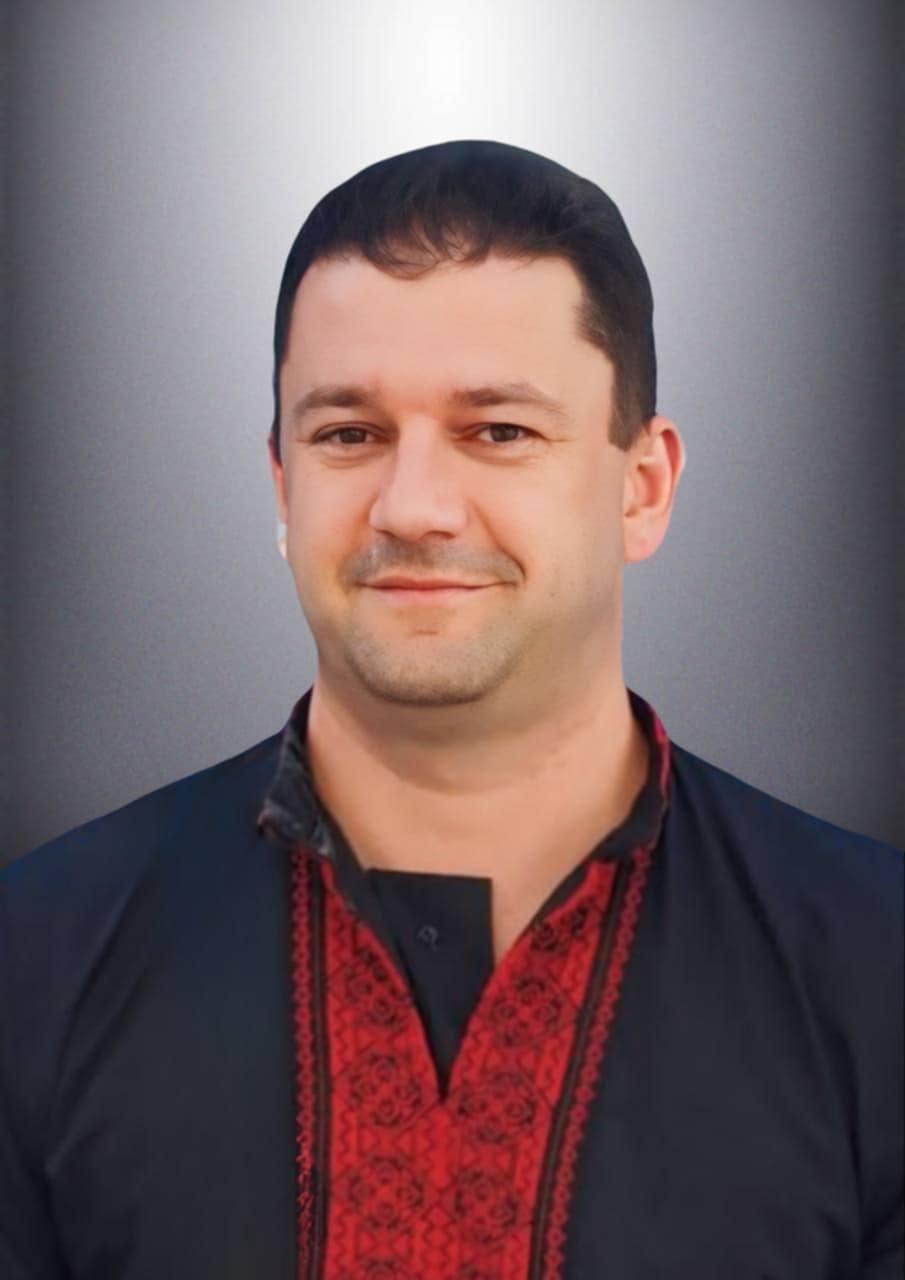
Андрій Левицький

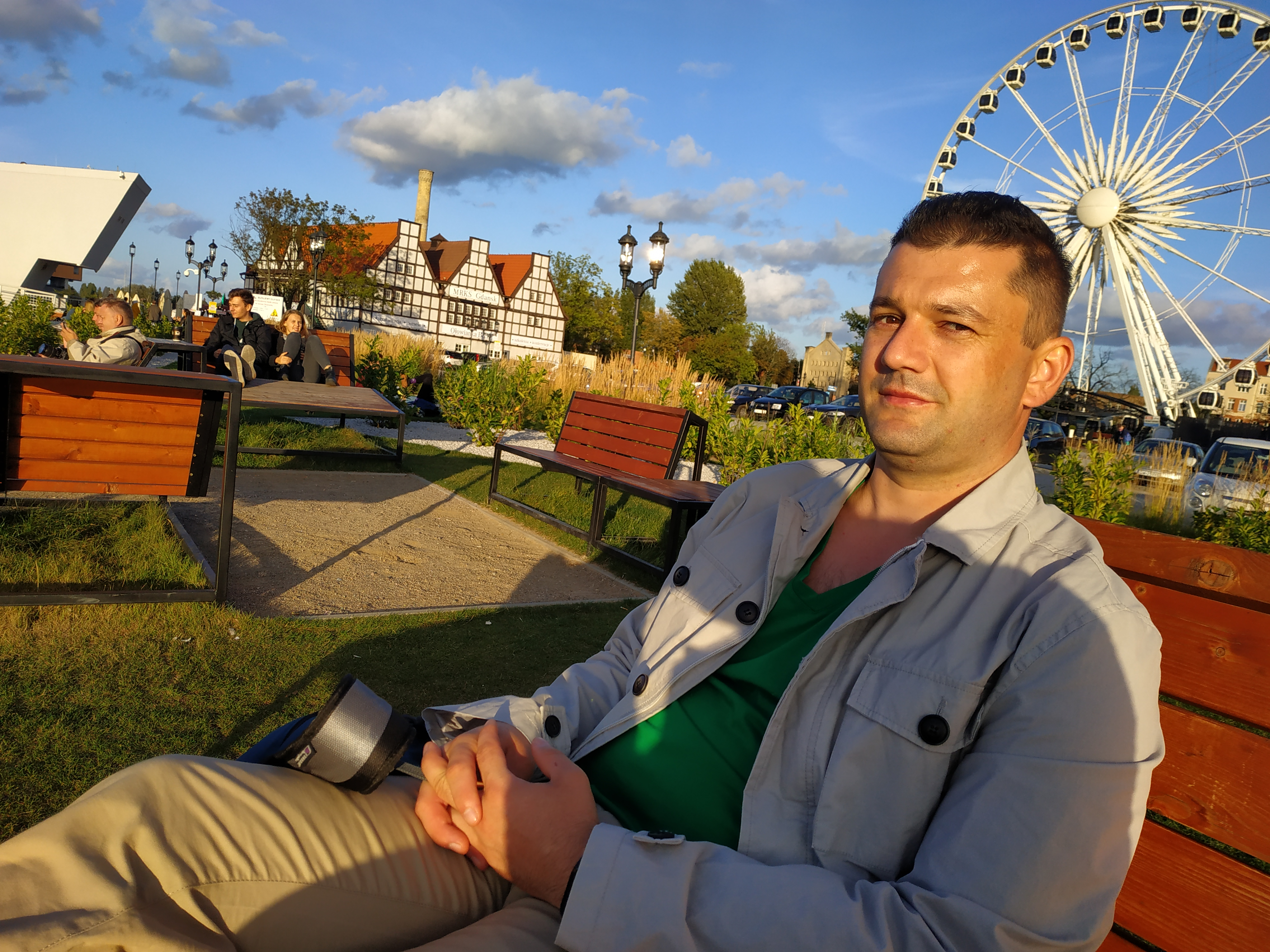
Андрій Левицький любив подорожувати

Андрі́й Оле́гович Леви́цький (1987-2024) — військовослужбовець 16-ого окремого полку оперативного забезпечення. Загинув під час виконання бойового завдання 24 грудня 2024 року поблизу села Кізомис Херсонської області.

## Життєпис
Андрій Левицький народився 10 квітня 1987 року у селі Красносільці Збаразької міської громади Тернопільської області. Навчався у Києві. Після закінчення навчання працював у Тернополі на "Львівській залізниці", де займався зв'язком. Згодом - у рекламному відділі місцевої радіостанції "УХ-радіо". 
У 2013-2014 роках був учасником Революції Гідності та неодноразово був у Києві на Майдані Незалежності.   
"Андрій прагнув, щоб Україна була правовою державою, де посеред вулиці не вбиватимуть людей. Хоч я вже тоді дуже за нього хвилювалась та просила залишитись вдома, але Андрій не міг бути осторонь", - згадує його дружина Марія.   
Від початку 2016 року проживав у Львові та працював у ТРК «Люкс». 
У вільний від роботи час багато мандрував Львівщиною, Тернопільщиною, Франківщиною та іншими регіонами. Подорожував і за кордон. Андрій також любив гори та часто ходив у походи Карпатами. 
Цікавився історією та політологією. 
Не маючи жодного бойового досвіду від перших днів війни намагався потрапити до ЗСУ. У квітні 2022 року мобілізувався до ЗСУ. Під час військової підготовки освоїв спеціальність сапера, оскільки вважав, що ця спеціальність не тільки стримує ворога, але і рятує життя цивільним та військовим, адже росія щільно замінувала українські землі. Після навчання потрапив на службу до 16 окремого полку підтримки (16 ОПП, в/ч А2558) — підрозділ оперативного забезпечення сухопутних військ в складі Оперативного командування «Південь». Згодом проходив навчання у Польщі. 
Від листопада 2022 року розміновував звільнені Миколаївську та Херсонську області, за що був нагороджений відзнаками та грамотами від керівництва полку, командувачів та очільника Херсонської ОВА. Згодом освоїв ще і пілотування дронів та брав участь у військових операціях у Херсонській області, зокрема у боях за село Кринки.
«Андрійко був ерудований, освічений, завжди врівноважений та усміхнений. Дуже багато читав, цікавився історією, архітектурою, культурою, політикою. А ще він був доброю людиною та навіть на фронті підгодовував тварин, які залишись у покинутих селах. Такі люди повинні були жити для України, а не гинути за Україну. Він намагався зробити своє місто, свою країну кращими. Він віддав за цю країну найцінніше. Нашою мрією було спокійне сімейне життя після війни, але росіяни знищили нашу мрію», — згадує дружина Андрія Левицького Марія.
Загинув під час виконання бойового завдання у Херсонській області. Похований на Полі почесних поховань Личаківського кладовища у Львові.